# Сан Марчело (Мачерата)
Сан Марчело (итал. San Marcello) насеље је у Италији у округу Мачерата, региону Марке.
Према процени из 2011. у насељу је живело 64 становника. Насеље се налази на надморској висини од 586 м.